# روبن سانامیان
روبن رازمیکی سانامیان (ارمنی: Ռուբեն Ռազմիկի Սանամյան؛ زادهٔ ۲۲ سپتامبر ۱۹۷۶) فرد نظامی اهل ارمنستان است.
وی همچنین برندهٔ جوایزی همچون قهرمان ملی ارمنستان، مدال مارشال باقرامیان و نشان صلیب رزمی (ارمنستان) درجه دو شده‌است.